# Battlezone (jeu vidéo, 2016)
Pour les articles homonymes, voir Battlezone (homonymie).
Battlezone est un jeu d'arcade publié par Rebellion en 2016. Il s'agit d'une mise à jour du jeu d'arcade original de 1980. Le jeu était l'un des titres de lancement du PlayStation VR en octobre 2016.
Comme pour l'original, le jeu propose des combats de chars à la première personne contre une force ennemie contrôlée par l'IA, mais comprend un mode multijoueur coopératif et un mode campagne, tout en étant conçu pour de la réalité virtuelle.

## Gameplay
Le jeu se joue entièrement à la première personne, depuis le cockpit d'un tank. Le jeu a été conçu à l'origine pour de la réalité virtuelle avec son contrôle à la manette, - il y a quelques éléments au niveau du HUD, tels que le ciblage du réticule, mais la plupart des lectures sont présentées sur des panneaux d'affichage montés autour du cockpit, avec un écran radar holographique de haut en bas.
Le joueur démarre une campagne en sélectionnant un niveau de difficulté et une durée de campagne. Jusqu'à 3 autres joueurs peuvent rejoindre la campagne, pour un total de 4 joueurs. Les joueurs peuvent entrer ou sortir à tout moment de la campagne, y compris pendant le jeu. Chaque joueur choisit un char qu'il utilisera pour toute la campagne, et chaque char est livré avec un chargement d'arme initial. Le chargement du char peut être modifié via les points de ravitaillement pendant la campagne.
L'objectif de la campagne est de parcourir une carte hexadécimale générée de manière procédurale, Pour finalement détruire le noyau de l'IA ennemi, dans le volcan à l'extrémité de la carte. Chaque hex contient soit une battlezone de l'une des multiples types de carte, un point de ravitaillement, un générateur de bouclier ou un événement aléatoire. Chaque battlezones ont des objectifs différents ; remplir l'objectif et vaincre les ennemis dans le battlezone, gagne les "données" des joueurs, et ces données peuvent être dépensées pour des améliorations ou de nouvelles armes. Chaque générateur de bouclier détruit sur la carte réduit les défenses durant la bataille finale au niveau du noyau de l'IA.
Les joueurs partagent un pool de vies, commençant à 3 vies. Plus de données peuvent être achetées, mais le coût augmente rapidement. Lorsque tous les joueurs sont morts sans aucune vie restante, la campagne se termine par une défaite. Pour éviter de dépenser des vies, un joueur abattu peut être réanimé par un autre joueur.
Un patch près-lancement a ajouté le "mode classique", qui recrée le jeu vectoriel original de 1980.

## Sortie
Le jeu est sorti pour la première fois pour le PlayStation VR sur la PlayStation 4 le 13 octobre 2016. Un portage sur Windows prenant en charge le HTC Vive et l'Oculus Rift a suivi en mai 2017.
Le 1er mai 2018, le jeu a été mis à jour et publié sous le nom de Battlezone: Gold Edition, avec un nouveau portage sur Xbox One. L'édition Gold a ajouté une prise en charge pour les non-VR et a inclus tous les modules complémentaires précédemment publiés en tant que contenu téléchargeable. Il s'agissait d'une mise à jour gratuite pour les propriétaires existants de Windows et de PlayStation 4. Un portage sur la Nintendo Switch a suivi le 8 novembre 2018.

## Critique
| Scores      | Scores           |
| ----------- | ---------------- |
| Metacritic  | PS4: 66/100      |
| Metacritic  | Xbox One: 75/100 |
| Metacritic  | Swtich: 73/100   |
| Destructoid | 7/10             |
| Edge        | 7/10             |
| GameSpot    | 9,4/10           |
| OPM (UK)    | 8/10             |

Le jeu a reçu des critiques mitigées lors de sa sortie selon le site web de critiques Metacritic.